# Julien van Zeebroeck
Julien van Zeebroeck (Halle, 14 juli 1946) is een Belgisch voormalig motorcoureur. Zijn beste seizoen waren die van 1974 en 1975, toen hij in het wereldkampioenschap wegrace als derde eindigde in de 50cc-klasse. Hij was de eerste Belg die een race in het wereldkampioenschap won sinds dat in 1949 was opgericht. 

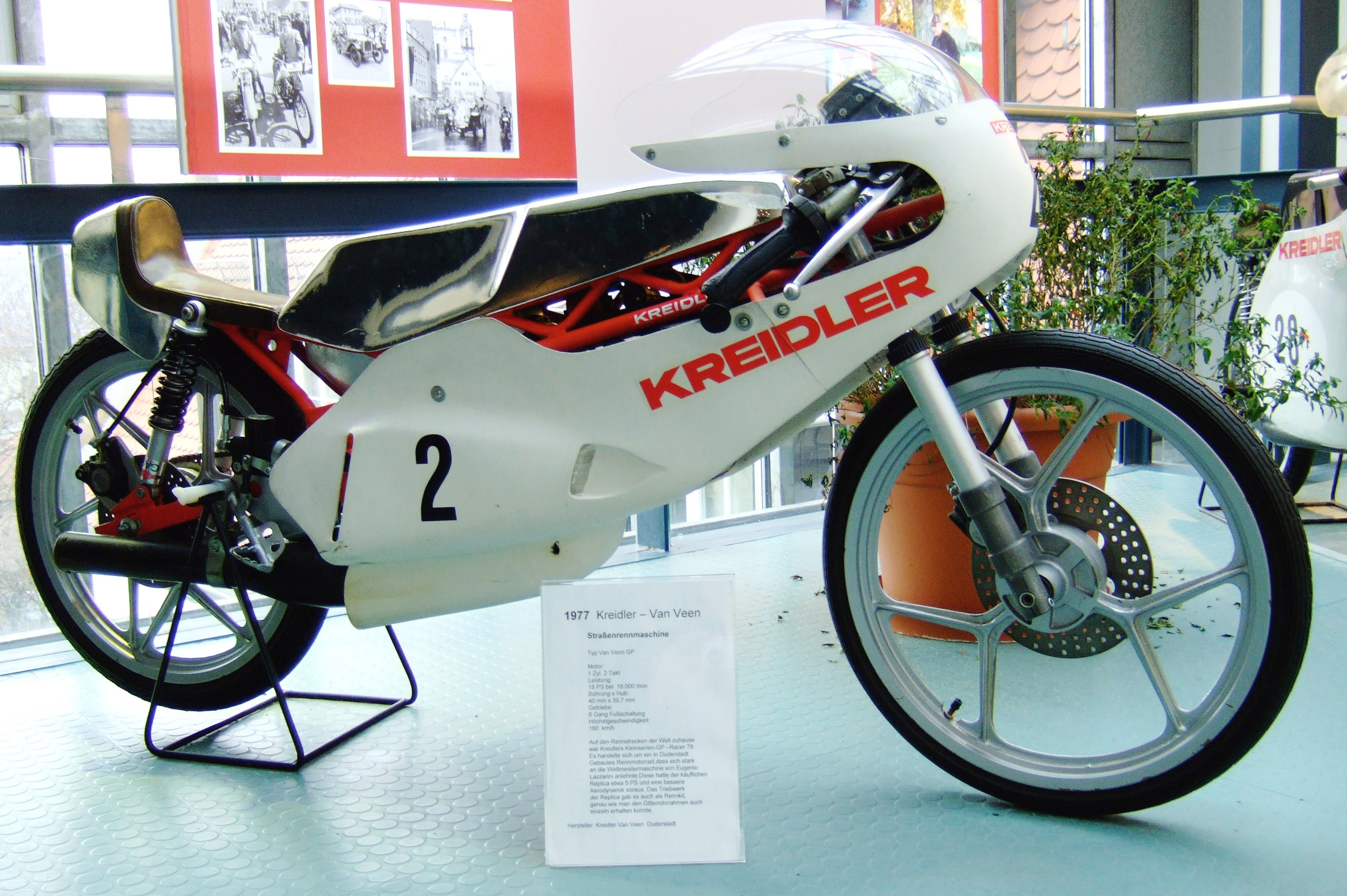
Van Veen-Kreidler uit 1977

Julien (ook wel: Juliaan) van Zeebroeck is de zoon van een bromfietshandelaar in Halle. Hij bezocht daar het Don Bosco College, waarna hij als elektricien in dienst trad bij de gemeente Anderlecht. Hij opende echter ook zijn eigen motorhandel in Sint-Pieters-Leeuw, waardoor hij uiteindelijk zijn werk voor de gemeente moest opgeven.

## Racecarrière

### Als privérijder
In 1962 begon hij zijn raceloopbaan met een 50cc-Flandria-racertje dat hij van een vriend had gekocht. Daarna kocht hij bij de Brusselse importeur Van den Borre een 50cc-Itom, waarmee hij twee jaar zou racen. Daarna kocht hij een 50cc-Derbi, waarmee hij in het seizoen 1967 debuteerde in het wereldkampioenschap wegrace tijdens de Belgische Grand Prix. Hij werd daar tiende, een positie die indertijd nog geen WK-punten opleverde. Daarna kocht hij een luchtgekoelde Kreidler, waarmee hij tot het seizoen 1972 reed, maar in dat jaar kocht hij een watergekoelde Kreidler van de Belgische heuvelklimkampioen Duchesne. In 1972 reed hij samen met Willy Dumarey voor het Team Enzo diverse wedstrijden met een Laverda SFC (4e 1000km Mettet). Hij won in 1973 samen met Oronzo Memola de 1000 km van Mettet op een 1.000cc-Laverda. Bij Van den Borre in Brussel trof hij een vertegenwoordiger uit Nederland, die hem in contact bracht met Henk van Veen. Zo verwierf hij voor het seizoen 1973 een vijfversnellings Van Veen-Kreidler, waarmee hij Belgisch seniorenkampioen werd.

### Als fabriekscoureur
Van Veen had in het WK-seizoen van 1973 goed gepresteerd: Jan de Vries was wereldkampioen 50 cc geworden en Bruno Kneubühler was als tweede geëindigd. De Vries besloot echter te stoppen en Kneubühler kreeg voor het seizoen 1974 een semifabriekscontract van Yamaha. Als vervangers werden Henk van Kessel en Julien van Zeebroeck aangetrokken. Daardoor hoopte Henk van Veen (de Nederlandse importeur van Kreidler) de verkopen in België te stimuleren. Jan de Vries verleende technische ondersteuning maar werd ook de adviseur van Julien, die nog geen ervaring in grote races en op de WK-circuits had. 
1974
Julien van Zeebroeck begon het seizoen 1974 nog met zijn "oude" vijfversnellings-Kreidler. Bij zijn eerste Grand Prix, die van Frankrijk, viel hij uit door een defecte ontsteking. Tijdens de Grand Prix van Duitsland was hij een van de stakers, die de race om veiligheidsredenen boycotten. In de GP des Nations had hij een moeizame start vanwege een niet functionerende koppeling, maar hij werd toch nog zevende en scoorde zo zijn eerste WK-punten. Voor de TT van Assen kreeg Julien eindelijk de beschikking over een Kreidler met zes versnellingen, maar het schakelpatroon was omgekeerd en daar moest hij erg aan wennen. Hij schakelde dan ook enkele malen verkeerd en hoewel hij 400 meter voor de finish nog op de derde plaats lag, viel hij stil door een kapotte versnellingsbak en werd hij als zestiende geklasseerd. In de GP van België kreeg hij van Jan de Vries het advies om in de snelle bochten achter de stroomlijnkuip te blijven, maar Julien van Zeebroeck gaf na de race toe dat hij dat (nu hij voor het eerst snelheden van meer dan 200 km/uur haalde) niet had gedurfd. Hij werd vierde, maar had ruim een minuut achterstand op teamgenoot Van Kessel, die tweede werd. In de Zweedse Grand Prix scoorde hij zijn eerste WK-podiumplaats door achter Henk van Kessel en Herbert Rittberger derde te worden. Bij de GP van Finland scoorde hij in de trainingen zijn eerste poleposition, maar in één bocht was hij trager dan zijn concurrenten en daarom hoopte hij op regen op de racedag, zodat ook zij daar langzamer moesten gaan. Dat gebeurde ook. Henk van Kessel had technische problemen voor de start en was als laatste weg. Even later kwam hij ten val, maar Van Zeebroeck had een goede start en nam al snel de leiding in de race. Hij reed ook de snelste ronde en won zijn eerste Grand Prix. In de Grand Prix van Tsjecho-Slowakije moest hij genoegen nemen met de tweede plaats, zodat Henk van Kessel met zijn overwinning de wereldtitel veilig kon stellen. In de Joegoslavische Grand Prix waren die teamorders er niet meer, want Van Kessel was al wereldkampioen. Van Zeebroeck startte slecht, maar wist na een inhaalrace en de snelste raceronde iedereen te passeren, inclusief teamgenoot Van Kessel. Van Zeebroeck kwam echter ten val en beschadigde daarbij zijn versnellingspook, waardoor hij slechts negende werd. Dit betekende wel dat Van Zeebroeck de Grand Prix van Spanje moest winnen om nog tweede te worden in de eindstand van het wereldkampioenschap. Hij was echter erg zenuwachtig, reed bochten verkeerd en schakelde slecht. Pas na zes ronden keerde het vertrouwen terug en zakten zijn rondetijden met zes seconden. Het leverde zelfs een ronderecord op, maar Herbert Rittberger was al te ver weg en Van Zeebroeck werd slechts derde, waardoor hij ook derde in de WK-eindstand werd. 

### Weer als privérijder
1975
Henk van Veen stopte na het seizoen 1974 met zijn race-activiteiten. Hij ging zich helemaal wijden aan het Van Veen OCR 1000-project en Jan de Vries ging aan de Van Veen-crossmotoren werken. De fabrieksracers werden verkocht. Ángel Nieto kocht er een en de tweede kon Julien van Zeebroeck met hulp van de Belgische Kreidler-importeur aanschaffen. In de GP van Spanje werd Van Zeebroeck tweede, met wat geluk omdat Cees van Dongen viel. In De GP van Duitsland trainde Eugenio Lazzarini met zijn Piovaticci liefst 3,3 seconden sneller dan Julien van Zeebroeck en de andere concurrenten waren zelfs nog 2 seconden langzamer. Jan de Vries, nu monteur van Ángel Nieto, monteerde echter een sneller motorblok in diens Van Veen-Kreidler en daarmee leidde Nieto de race van start tot finish. Lazzarini startte slecht maar wist na twee ronden de tweede plaats van Van Zeebroeck over te nemen. Die wist hem nog enkele ronden te volgen maar moest toch tevreden zijn met de derde plaats. Bij de TT van Assen werd Van Zeebroeck vijfde na een slechte start, die hij zelf aan "zenuwen" weet. Hoewel de trainingstijd van Eugenio Lazzarini in Spa-Francorchamps liefst 5,5 seconden sneller was dan die van de concurrentie, vormde zich na de start van de race een klein kopgroepje met Lazzarini, Ángel Nieto en Julien van Zeebroeck. Toen Julien van Zeebroeck in zijn thuisrace de leiding nam concentreerde Nieto zich vooral op het afhouden van Lazzarini. Een tweede plaats was immers genoeg voor de wereldtitel en zo won Julien van Zeebroeck zijn tweede Grand Prix. Nieto werd tweede én wereldkampioen en Lazzarini eindigde als derde. Tijdens de Grand Prix van Zweden raakte Van Zeebroeck in gevecht met de Nederlander Nico Polane. Van Zeebroeck kwam hard ten val en beschadigde zijn wervelkolom. Daardoor moest hij zijn seizoen vroegtijdig beëindigen. Toch werd hij opnieuw derde in de eindstand. 
1976
Julien van Zeebroeck begon aan het seizoen 1976 met een productie-Kreidler RS. Tijdens de eerste Grand Prix, die van Frankrijk, kwam het opnieuw tot een strijd tussen Van Zeebroeck en Polane en opnieuw viel Julien, ditmaal zonder ernstige gevolgen. Vanaf de TT van Assen kwam hij in de 125cc-klasse uit met een Morbidelli. Hij werd in de 50cc-race slechts vijftiende en in de 125cc-race zestiende. In de Belgische Grand Prix werd hij achtste in de 125cc-klasse, maar viel hij in de 50cc-race uit. Van Veen was al in Assen begonnen Herbert Rittberger te ondersteunen door hem een fabrieksblokje te geven, maar tijdens de Grand Prix van Finland kreeg Julien van Zeebroeck ook zo'n motortje. Daarmee sneed Van Veen zich misschien wel in de vingers, want Van Zeebroeck versloeg niet alleen Rittberger, maar ook alle anderen. In de Grand Prix van Duitsland moesten zowel Rittberger als Ulrich Graf het met een Van Veen-blokje in hun eigen frame doen, maar Julien kreeg een volledige fabrieksracer. Voor Graf was het een cadeautje omdat hij een thuisrace reed, maar Rittberger en Van Zeebroeck hadden (naast Ángel Nieto) nog een kans op de wereldtitel. Van Zeebroeck werd echter slechts zevende. In de 125cc-klasse ging het veel beter, want de Morbidelli liep nu zo hard dat Julien op wist te klimmen van de laatste naar de derde plaats. In de Spaanse Grand Prix werd hij vijfde in de 50cc-race en zesde in de 125cc-race. In het wereldkampioenschap 50 cc eindigde hij als zesde en in de 125cc-klasse als tiende.
1977
In het seizoen 1977 richtte Julien zich voornamelijk op de 125 cc-klasse, waarin hij regelmatig punten scoorde maar geen podiumplaats bereikte. Vanaf de GP van Zweden werd hij aan het 125cc-team van Motobécane toegevoegd, maar voor dat team scoorde hij slechts één punt. Pas in de Grand Prix van Joegoslavië startte hij met een 50cc-Kreidler, maar hij viel uit. Van Veen had zich weer volop op de racerij gestort, maar het fabrieksteam bestond nu uit Eugenio Lazzarini en Herbert Rittberger. Omdat Van Veen in de TT van Assen een thuisoverwinning wilde kregen ook Juup Bosman, Stefan Dörflinger en Julien van Zeebroeck een Van Veen-Kreidler. Bosman haalde door een kapotte bobine de start niet en de machine van Van Zeebroeck liep al na een ronde te warm. In de GP van België bleef de Van Veen-steun aan Dörflinger en Van Zeebroeck, die vijfde werd maar de Bultaco-rijders Nieto en Ricardo Tormo niet van de punten af kon houden. 
1978
Al in november 1977 had Julien van Zeebroeck de Van Veen-Kreidlers van Herbert Rittberger gekocht. Met een ongewijzigde machine won hij de internationale wegrace in Nijvel, waar hij overigens ook de 125cc-race won met zijn Morbidelli. Het seizoen 1978 zou echter vooral in het teken staan van de voorbereiding op het seizoen 1979. Van Zeebroeck wilde samen met monteur Guido Delys de Van Veen-Kreidlers op topniveau brengen om in het volgende seizoen te kunnen toeslaan. Het werd echter een grote teleurstelling. Hij werd met zijn Kreidler weliswaar derde in de GP des Nations, maar dat was de enige keer dat hij er de finish mee haalde. Ook in de 125cc-klasse ging het niet goed: Van Zeebroeck bleef zelfs puntloos. De Van Veen-Kreidlers hadden kennelijk geen goede basis gevormd om in 1979 aan de start te komen en Julien van Zeebroeck beëindigde zijn racecarrière.

## Wereldkampioenschap wegrace resultaten
(Races in vet zijn pole-positions; races in cursief geven de snelste ronde aan)
| Jaar | Klasse | Team               | Motorfiets                         | 1       | 2          | 3       | 4     | 5       | 6       | 7       | 8       | 9       | 10     | 11      | 12    | 13     | Punten | Plaats | Overwinningen |
| ---- | ------ | ------------------ | ---------------------------------- | ------- | ---------- | ------- | ----- | ------- | ------- | ------- | ------- | ------- | ------ | ------- | ----- | ------ | ------ | ------ | ------------- |
| 1967 | 50 cc  | Privé              | Derbi                              | SPA -   | DUI -      | FRA -   | IOM - | NED -   | BEL 10  |         |         |         |        |         |       | JAP -  | 0      | -      | 0             |
| 1974 | 50 cc  | Van Veen           | Van Veen-Kreidler RS               | FRA DNF | DUI boycot |         | NAT 7 |         | NED 16  | BEL 4   | ZWE 3   | FIN 1   | TSL 2  | JOE 9   | SPA 3 |        | 59     | 3e     | 1             |
| 1975 | 50 cc  | Privé              | Van Veen-Kreidler RS               |         | SPA 2      |         | DUI 3 | NAT DNF |         | NED 5   | BEL 1   | ZWE DNF | FIN -  |         | JOE - |        | 43     | 3e     | 1             |
| 1976 | 50 cc  | Privé              | Kreidler RS / Van Veen-Kreidler RS | FRA DNF |            | NAT DNF | JOE - |         | NED 15  | BEL -   | ZWE -   | FIN 1   |        | DUI 6   | SPA 5 |        | 26     | 6e     | 1             |
| 1976 | 125 cc | Privé              | Morbidelli                         |         | OOS -      | NAT -   | JOE - |         | NED 16  | BEL 8   | ZWE 19  | FIN 11  |        | DUI 3   | SPA 6 |        | 18     | 10e    | 0             |
| 1977 | 50 cc  | Privé              | Kreidler RS / Van Veen Kreidler RS |         |            | DUI -   | NAT - | SPA -   |         | JOE DNF | NED DNF | BEL 5   | ZWE 7  |         |       |        | 10     | 9e     | 0             |
| 1977 | 125 cc | Privé / Motobécane | Morbidelli / Motobécane 125        | VEN 5   | OOS DNF    | DUI 16  | NAT - | SPA 5   | FRA 8   | JOE 10  | NED 8   | BEL 11  | ZWE 13 | FIN DNF |       | GBR 10 | 20     | 13e    | 0             |
| 1978 | 50 cc  | Privé              | Kreidler RS                        |         | SPA -      |         |       | NAT 3   | NED DNF | BEL DNF |         |         |        | DUI -   | TSL - | JOE -  | 10     | 14e    | 0             |
| 1978 | 125 cc | Privé              | Morbidelli                         | VEN -   | SPA 11     | OOS -   | FRA - | NAT 17  | NED DNF | BEL DNF | ZWE -   | FIN -   | GBR -  | DUI -   |       | JOE -  | 0      | -      | 0             |